# Niszczyciele typu Öland
Niszczyciele typu Öland – typ szwedzkich niszczycieli zbudowanych po zakończeniu II wojny światowej, w 1975 roku przeklasyfikowanych na fregaty, w służbie do 1978 roku.
Nowe niszczyciele zostały zaprojektowane przez zespół pod kierownictwem inżyniera Tore Herlinga w oparciu o najnowsze rozwiązania stosowane w dużych flotach biorących udział w działaniach II wojny światowej. Projekt został opracowany w 1943 roku, a kontrakt na budowę pierwszej jednostki otrzymała prywatna stocznia Kockums AB w Malmö. Drugi niszczyciel miał być zbudowany w państwowej stoczni marynarki Karlskronavarvet w Karlskronie. Materiały do budowy i część wyposażenia okrętów powstała w innych szwedzkich przedsiębiorstwach.
Oba okręty, nazwane "Öland" i "Uppland", weszły do służby odpowiednio w 1948 i 1949 roku. Miały całkowicie spawany kadłub, podzielony grodziami na 10 przedziałów wodoszczelnych. Siłownia niszczycieli składała się z dwóch turbin parowych DeLaval o łącznej mocy 44 000 KM, zasilanych w parę przez dwa kotły typu Penhoët. Spaliny były odprowadzane przez jeden duży komin. Po wejściu do służby oba okręty różniły się kształtem pomostu dowodzenia: na "Öland" zainstalowano małe opancerzone stanowisko dowodzenia, na "Uppland" pomost miał bardziej nowoczesną zamkniętą konstrukcję.
Uzbrojenie artyleryjskie niszczycieli po wejściu do służby składało się z czterech dział kal. 120 mm, umieszczonych po dwa w wieżach na dziobie i rufie, siedmiu dział przeciwlotniczych Bofors M/36 kal. 40 mm oraz ośmiu działek kal. 20 mm. Na śródokręciu za kominem zainstalowano dwa potrójne zespoły wyrzutni torped kal. 533 mm. Do zwalczania okrętów podwodnych przewidziano dwie zrzutnie i dwa miotacze bomb głębinowych. Niszczyciele posiadały również tory minowe, umożliwiające przenoszenie 40 min morskich.
W latach 1959–1963 oba okręty przeszły gruntowną modernizację, podczas której wymieniono uzbrojenie przeciwlotnicze i ZOP oraz zmodernizowano wyposażenie elektroniczne. "Öland" otrzymał nowe stanowisko dowodzenia, podobne do pomostu bliźniaczej jednostki. Nową artylerię przeciwlotniczą stanowiło sześć kierowanych automatycznie dział Bofors M/48 kal. 40 mm. Niszczyciele otrzymały dodatkowo potrójne moździerze POP Squid kal. 305 mm oraz torpedy kierowane przewodowo. W miejsce starych radarów pochodzących z brytyjskich nadwyżek wojennych zainstalowano nowoczesny radarowy system kierowania ogniem wraz z elektronicznymi przelicznikami artyleryjskim i torpedowym. Wewnątrz kadłuba zabudowano sonar.
Projekt niszczycieli typu Öland stał się podstawą opracowania dwóch kolejnych typów szwedzkich niszczycieli: Halland i Östergötland.

## Okręty
- "Öland" (J16) – wodowany 15 grudnia 1945 roku, do służby wszedł 10 lipca 1948 roku. Większą część służby spędził w składzie Dowództwa Morskiego Wschodniego Wybrzeża. Wycofany 1 lipca 1978 roku, został złomowany w stoczni złomowej w Vigo w 1986 roku.
- "Uppland" (J17) – wodowany 15 listopada 1946 roku, przyjęty w skład floty 31 stycznia 1949 roku. W 1954 roku asystował krążownikowi "Tre Kronor" podczas jego oficjalnej wizyty w Leningradzie. Wycofany ze służby 1 lipca 1978 roku, równocześnie z bliźniaczym niszczycielem, został sprzedany na złom do stoczni w Gijón w 1981 roku.